# 흥해중학교
흥해중학교(興海中學校)는 대한민국 경상북도 포항시 북구 흥해읍 옥성리에 있는 사립 중학교이다.

## 학교 연혁
- 1948년 8월 7일 : 재단법인 흥해중학원 설립 인가, 설립자 이홍규 이사장 취임, 흥해중학교 설립 인가(흥해면 성내동 39-15)
- 1948년 9월 1일 : 초대 교장 이홍규 선생 취임
- 1948년 9월 15일 :  제1회 신입생 입학식 거행(현 영일민속박물관 자리)
- 1951년 7월 19일 : 제1회 졸업식 거행(88명 졸업)
- 1956년 3월 22일 : 재단법인 흥덕의숙으로 법인 명칭 변경 인가
- 1960년 10월 15일 : 재단법인 흥해학원으로 법인 명칭 변경 인가
- 1963년 1월 20일 : 신축교사 기공식(의창면 옥성동 168-1)
- 1964년 6월 30일 : 신축교사 준공(본관교사 1·2층 교실 12실)
- 1964년 7월 1일 : 신축교사로 이전
- 1971년 4월 30일 : 서편 별관교사 2층(강당) 증축 준공
- 1999년 4월 30일 : 흥해중학교 교사 증축 준공식(3층. 52실. 6,200㎡)
- 2003년 12월 4일 : 도서관 증축(477㎡)
- 2003년 12월 9일 : 본관 4층 증축 준공(교실 25실)
- 2008년 11월 27일 : 이팝관(다목적 강당) 준공(1,356㎡)
- 2009년 10월 24일 : 인조 잔디 운동장 준공
- 2011년 3월 3일 : 26학급 인가
- 2013년 3월 1일 : 선진형 교과교실제 운영 실시
- 2014년 1월 28일 : 학교 이팝급식소 현대화 사업 완공
- 2016년 7월 3일 : 제24대 윤성수 이사장 취임
- 2022년 3월 1일 : 제22대 교장 정원동 선생 취임
- 2024년 2월 8일 : 제74회 졸업식 (123명 졸업, 계 20,781명)
- 2024년 3월 4일 : 신입생 139명 입학

## 참고 자료
- 흥해중학교 - 한국교육학술정보원 학교알리미